# 목포어린이도서관
목포어린이도서관은 전라남도 목포시 소재의 어린이 도서관이다.

## 연혁
- 2010년 7월 개관.